# NGC 4418
NGC 4418 (również NGC 4355, PGC 40762 lub UGC 7545) – galaktyka spiralna (Sa), znajdująca się w gwiazdozbiorze Panny. Jest to galaktyka Seyferta typu 2.
Odkrył ją William Herschel 1 stycznia 1786 roku. 5 lutego 1878 roku obserwował ją też David Todd, jednak podana przez niego pozycja była bardzo niedokładna i John Dreyer, zestawiając swój katalog, uznał, że to nowo odkryty obiekt. W rezultacie galaktyka została skatalogowana dwukrotnie – jako NGC 4418 (obserwacja Herschela) i NGC 4355 (obserwacja Todda).